# Osama Omari
Osama Omari (en árabe: أسامة أومري‎; Damasco, Siria, 10 de enero de 1992) es un futbolista de Siria que juega en la posición de mediapunta. Desde 2022 juega con el Al-Jaish Damasco de la Liga Premier de Siria.

## Carrera

### Club
| Periodo   | Club                |
| --------- | ------------------- |
| 2010–2018 | Al-Wahda Damasco    |
| 2018      | → Qatar SC (cedido) |
| 2018–2019 | Qatar SC            |
| 2019–2020 | Al-Wahda Damasco    |
| 2020      | Al-Kharaitiyat SC   |
| 2020–2021 | Al-Wahda Damasco    |
| 2021–2022 | Hidd SCC            |
| 2022      | Al-Wahda Damasco    |
| 2022–     | Al-Jaish Damasco    |

### Selección nacional
Debutó con Siria en 2014, en el mismo año en el que debutó con la selección sub-23. Anotó su primer gol internacional el 8 de septiembre de 2015 en la victoria por 6-0 ante Camboya en Phnom Penh por la clasificación de AFC para la Copa Mundial de Fútbol de 2018.

## Logros

### Club
- Liga Premier de Siria (1): 2013/14
- Copa de Siria (5): 2012, 2013, 2015, 2017, 2020
- Supercopa de Siria (2): 2016, 2020

### Individual
- Goleador de la Liga Premier de Siria en 2016/17.